# Aperçus sur l'initiation
Aperçus sur l'initiation est un livre de René Guénon, paru en 1946, qui reprend de nombreux articles publiés dans Le Voile d'Isis et Études Traditionnelles entre 1932 et la Seconde Guerre Mondiale. 
Guénon y expose le « chemin initiatique » comme but de l'existence de « l'homme de Tradition ».

## Contenu

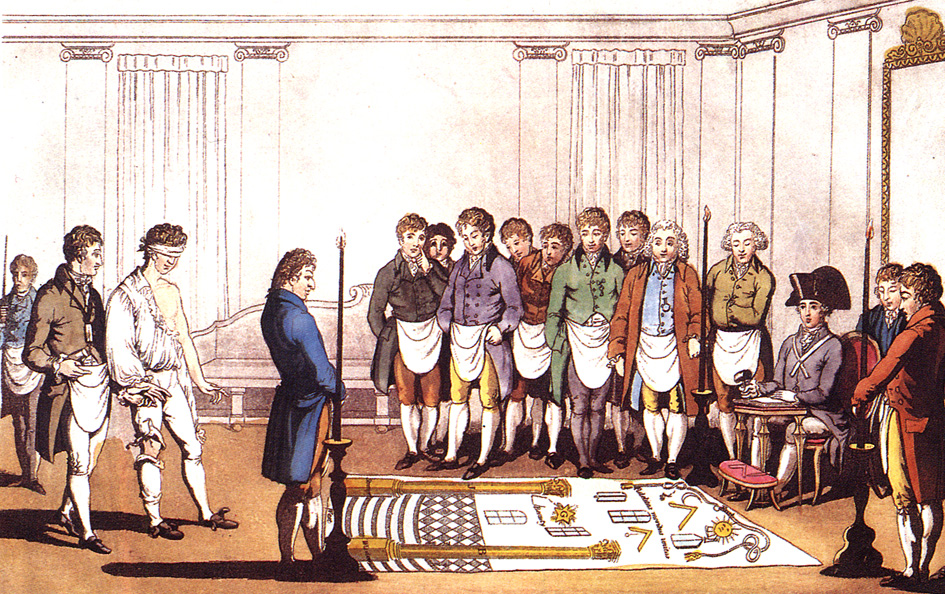
Initiation maçonnique vers 1805

Dans L'Homme et son devenir selon le Vêdânta, Le Symbolisme de la Croix et Les États multiples de l'être, René Guénon a exposé les principes métaphysiques de ce qu'il appelle la Tradition. Mais Guénon a affirmé à de nombreuses reprises que le savoir théorique est sans commune mesure avec la vraie connaissance, cette dernière ne peut être obtenue que par l'initiation conférée par une organisation traditionnelle régulière. Jean-Marc Vivenza définit ainsi l'initiation au sens guénonien : « l'initiation est une voie de Connaissance et de réalisation spirituelle, empruntant un chemin spécifique et utilisant des méthodes particulières  ».
Plusieurs étapes doivent être dégagées dans le processus initiatique :
- La première étape est celle de la « qualification », liée aux capacités de l'individu. Ce dernier est-il apte à se développer spirituellement dans cette vie ? La qualification est avant tout d'ordre intellectuel, au sens guénonien du terme, c'est-à-dire spirituel. Intellectuel n'a rien à voir ici avec rationnel, au contraire cela désigne l'aptitude à aller au-delà du mental[PS 2]. Les organisations initiatiques peuvent avoir certains critères spécifiques qui permettent de voir si le candidat est capable de s'extraire de la mentalité moderne et d'assimiler les doctrines traditionnelles[VD 1],[DB 2];
- La deuxième étape correspond au rattachement à un groupe initiatique authentique[DB 2]. Le choix du groupe initiatique doit être fait avec un discernement extrême : beaucoup d'organisations à prétentions religieuses ou initiatiques sont des impostures. Cette organisation doit absolument être dépositaire d'une influence spirituelle non humaine (Divine dans le langage religieux). L'origine de cette influence ne peut pas être d'ordre humain et la transmission doit se faire impérativement par une lignée ininterrompue au fil des temps par des rites et des symboles précis[DB 2],[VD 2]. Guénon donne l'exemple de la succession apostolique dans le christianisme depuis la révélation du Christ[VD 3]. Cependant, Guénon déclarera que si la transmission apostolique est bien d'origine divine, elle n'a plus qu'une valeur religieuse (permettant le Salut mais pas la délivrance) et a perdu, au cours de l'histoire, son caractère initiatique (qui seul permet d'atteindre la délivrance). Cette position de Guénon sur les sacrements chrétiens sera l'objet de très nombreuses critiques. Toujours est-il que la transmission initiatique suit la même règle : nécessité absolue d'une chaine initiatique ininterrompue depuis une origine non humaine, transcendante[JR 1].
- La troisième correspond aux épreuves initiatiques : le candidat subit toutes sortes de préparations avant de recevoir l'initiation[DB 2]. Ces préparations sont nécessaires pour que l'initiation soit bien reçue.
- La quatrième est la transmission elle-même, c'est-à-dire l'initiation à proprement parler. Lors d'une cérémonie plus ou moins élaborée, les membres qualifiés de l'organisation transmettent au candidat « l'influence spirituelle » décrite comme une « illumination » à travers des rites très précis. La transmission va rendre possible le développement de possibilités spirituelles en lui qui n'étaient que latentes avant[PS 2],[DB 3]. Le candidat a reçu, désormais, l'initiation « virtuelle » .
- La dernière étape correspond au chemin spirituel à proprement parler, c'est-à-dire au passage de l'initiation « virtuelle » à l'initiation « effective ». Jusqu'à présent, le candidat n'est arrivé qu'à la porte d'entrée du chemin (d'où le terme d'initiation). Il doit désormais commencer le travail intérieur en se basant sur les rites qu'il doit effectuer, suivant les instructions données par les initiateurs pour progresser dans la Connaissance[DB 3]. Il doit s'approprier, par un travail continuel et qui peut durer toute la vie, la connaissance spirituelle. Personne ne peut faire le travail à sa place. Cependant, un maître spirituel extérieur, un « Guru » (par définition quelqu'un de plus avancé sur le chemin), peut le guider tant qu'il n'a pas pleinement réalisé que le vrai Guru est, en fait, au cœur de son être. Ce Guru intérieur est, en fait, le « Soi »  dont il était question dans L'Homme et son devenir selon le Vêdânta[VD 4]. Les rites (qui sont des symboles mis en action) sont indispensables pour l'initié pour entrer en relation avec les états supérieurs de son être[JR 2]. Le véritable initié est celui qui sait utiliser consciemment les facultés supra-rationnelles (qui relèvent de la supra-conscience) et qui nécessitent d'abandonner progressivement le mental. Il s'agit de l'utilisation de l'intuition intellectuelle (associée à Buddhi) dont le mode de connaissance procède par identité du sujet et de l'objet[VD 5].

Guénon déclara que la voie vers cette connaissance nécessite « une seule préparation indispensable, et c'est la connaissance théorique [sous-entendu des doctrines traditionnelles] ». Mais précisa-t-il, tout cela ne peut aller loin sans le moyen le plus important qui est « la concentration , ». L'étude rationnelle des textes initiatiques et la mise en  œuvre des rites ne sont d'aucune utilité si la transmission spirituelle n'a pas eu lieu : par exemple, la récitation d'un mantra ne sert à rien sans l'influence spirituelle transmise par le maître lors de l'initiation. On ne peut pas s'initier tout seul, ou « en astral » : pour Guénon, toute volonté de faire revivre des traditions mortes (de l'Égypte antique, des Celtes, des Germains, etc.) n'a aucun sens.
Les lois spirituelles qui régissent le chemin spirituel n'ont rien à voir avec la magie ou les phénomènes  paranormaux qui relèvent du psychique et pas du spirituel : s'attacher à ces phénomènes est une entrave au développement spirituel,.
Il y a une hiérarchie parmi les très nombreuses initiations possibles. Dans l'Introduction générale à l'étude des doctrines hindoues, Guénon avait déjà introduit la distinction, qu'il juge fondamentale, entre exotérisme et ésotérisme, : l'exotérisme s'adresse à tous et a pour objectif le Salut (c'est-à-dire de ne pas tomber dans des mondes inférieurs après la mort). L'exotérisme prend une forme religieuse pour les trois religions monothéistes et ne travaille que sur l'individualité. L'ésotérisme correspond à la partie initiatique et a pour objectif ultime la délivrance. Dans la hiérarchie dans les initiations, Guénon distingue les « petits Mystères » des « grands Mystères ». Les petits Mystères ont pour objectif d'arriver à l'état édénique : c'est le voyage sur l'axe horizontal dans Le Symbolisme de la Croix menant au centre de la croix où la condition temporelle est abolie (l'initié atteint le « sens de l'éternité »). Les grands Mystères correspondent à l'acquisition des états supra-individuels correspondant à l'ascension sur l'axe vertical de la croix (d'abord atteindre les états informels par abolition de la dualité sujet/objet, puis dépassement de la manifestation par le dépassement de la distinction Être/non-Être). D'après Guénon, les petits Mystères correspondent aux initiations des artisans  (caste des Vaishyas) et des chevaliers (caste des  Kshatriyas). Les grands Mystères correspondent aux initiations de la caste sacerdotale (les Brahmanes). 
Guénon juge impératif la nécessité de combiner l'ésotérisme avec l'exotérisme correspondant (comme il est devenu un pieu musulman tout en étant soufi à partir de 1930) et de ne pas mélanger les pratiques de traditions différentes : on doit pratiquer une seule voie spirituelle (islam, christianisme, judaïsme, etc.).
Pour Guénon, il existe des traditions où la séparation ésotérisme/exotérisme n'existe pas (hindouisme, lamaïsme tibétain) tant l'ésotérisme imprègne tout. En Chine, les deux sont totalement séparées (confucianisme pour l'exotérisme et taoïsme pour l'ésotérisme). Les deux se superposent dans l'islam  (avec le soufisme) et le judaïsme (avec la kabbale),. En Occident, Guénon prétend que le christianisme avait un fort caractère ésotérique à son origine, mais que pour sauver le monde romain, il s'est extériorisé de façon providentielle: les sacrements chrétiens sont alors passés du statut ésotérique à exotérique,. Au Moyen Âge, des groupements initiatiques chrétiens existaient, le plus important était l'ordre du Temple. Après la destruction de cet ordre, l'ésotérisme chrétien est devenu de plus en plus fermé et séparé de l'Église officielle. La franc-maçonnerie et le compagnonnage ont hérité des derniers rites initiatiques occidentaux. Pour Guénon, l'Église catholique a conservé sa dimension religieuse authentique mais a perdu sa dimension ésotérique ne rendant plus possible l'accès à la délivrance définitive. Le mysticisme depuis la Renaissance est une voie passive inférieure à la voie initiatique : elle permet d'atteindre le divin mais de façon indirecte et souvent incontrôlable,. La franc-maçonnerie a gardé des transmissions initiatiques mais, outre qu'il s'agit d'initiations peu élevées (initiations de métiers mélangées à des restes d'initiations chevaleresques), son passage de la maçonnerie opérative à la maçonnerie spéculative au XVIIIe siècle empêche le passage de l'initiation virtuelle à l'initiation effective, cette dernière devait justement se faire par l'exercice du métier en question,. Plus grave encore, la maçonnerie s’est détournée en partie de son rôle initiatique au XIXe siècle pour se consacrer à la politique dans une direction en plus anti-traditionnelle (anticatholique). Guénon a longtemps gardé l'espoir d'une alliance entre certains membres de l'Église catholique et la maçonnerie pour reconstituer une élite complète (appliquant la religion catholique et une maçonnerie chrétienne). Il a envisagé que des maîtres orientaux pourraient revivifier spirituellement ces traditions ponctuellement.

## Réception
L'application de la distinction entre ésotérisme et exotérisme au christianisme, sa position sur le mysticisme et l'affirmation que les sacrements catholiques auraient perdu leur caractère initiatique ont fait l'objet de vives critiques même parmi ceux qui se réclamaient de Guénon. C'est ce point qui a amené à la rupture entre Guénon et Frithjof Schuon. Jean Borella a publié un livre entier pour critiquer la position de Guénon : Ésotérisme guénonien et mystère chrétien, L'Age d'Homme, coll. « Delphica », 1997.
Les idées de Guénon sur l'ésotérisme ont eu un impact important sur la franc-maçonnerie dans les pays de langues latines et surtout sur la franc-maçonnerie francophone. Luc Nefontaine décrit la franc-maçonnerie francophone comme oscillant entre la vénération et la haine envers Guénon. Si de nombreux maçons se réclament de Guénon, ceux attachés aux idées de progrès et de raison et moins enclins à la spiritualité peuvent rejeter complètement son œuvre comme en témoigne le livre Contre Guénon de  Jean van Win  (Paris, Edimaf, collection Encyclopédie maçonnique, 2009).
D'après David Bisson, la redéfinition de l'ésotérisme par René Guénon est considérée « comme un chapitre essentiel de l'histoire de l'ésotérisme occidental - telle qu'elle est conçue et développée par Antoine Faivre  » : ce dernier décrit dans son « que sais-je » sur l'ésotérisme (PUF, 2007) l'importance de Guénon et des courants qui se réclament de sa notion de Tradition dans les courants ésotériques occidentaux.